# Der Jugendrichter
Der Jugendrichter ist ein Filmdrama des Regisseurs Paul Verhoeven aus dem Jahr 1960. In der Hauptrolle verkörpert Heinz Rühmann den für die Probleme der jugendlichen Straftäter, bzw. deren Vergehen, verständnisvollen und einfühlsamen Jugendrichter Ferdinand Bluhme.

## Handlung
Der Jugendrichter Dr. Ferdinand Bluhme ist für sein Einfühlungsvermögen bekannt. Bei Anwälten ist er besonders beliebt, da seine Auflagen gegenüber jugendlichen Straftätern bekannterweise eher milde ausfallen. Umso mehr überrascht es, dass er bei der jungen Inge Schumann, die ihrem Freund Kurt bei einem Erpressungsversuch zur Seite stand, keine Gnade kennt und ihr volle acht Monate Freiheitsentzug auferlegt. Was zu diesem Zeitpunkt nur er weiß, ist der Umstand, dass er mit dieser vermeintlichen Härte des Urteils einzig im Sinn hat, Inge dem kriminellen Umfeld, in welches sie, für ihn offensichtlich, ihr Freund hineingezogen hat, zu entziehen. Er will ihr auf diese Weise Abstand verschaffen und die Chance, dass sie sich nicht noch weiter in den kriminellen Abgrund ziehen lässt, vergrößern.
Inge jedoch versteht diese harte Strafe nicht, flieht auf das Dach des Gerichtsgebäudes und droht ihren Selbstmord an. Der Jugendrichter steigt auf das Dach und verspricht Inge, das Urteil zu revidieren und auf Gefängnisstrafe zu verzichten. Er überlegt, wie er sein Ziel, die junge Inge außerhalb ihres bisherigen, kriminellen Umfeldes halten kann, ohne sie ins Gefängnis verweisen zu müssen. Ihm kommt die Idee, dass er Inge in der Pension unterbringen könnte, in der er selbst auch wohnt. Somit könnte er ihre Handlungen beobachten und weitere Straftaten im Vorfeld verhindern. Er wandelt die ihr auferlegte Strafe in eine Bewährungsstrafe um, unter der Auflage, dass Inge diese Pension bezieht.
Inge folgt bereitwillig dem Urteil. In der Pension angekommen, erweckt die attraktive Inge das Interesse der anderen männlichen Bewohner. Die Handlung erfährt eine Wendung, als Inge sich ein bisschen in ihren Richter verliebt hat. Ihr ehemaliger Freund Kurt bekommt das mit und versucht Inges Gefühle für Richter Bluhme dafür auszunutzen, ihn zu erpressen.
Nachdem einer der Jugendlichen bei einem ihrer Ausflüge stirbt, macht der Jugendrichter den anderen der Clique klar, dass ihre Lebensweise wenig zukunftsträchtig ist. Inge muss schließlich ins Mädchenheim, aber Dr. Bluhme verspricht ihr eine neue Stelle zu finden.

## Produktionsnotizen
Der Film kam am 11. Februar 1960 in die deutschen Kinos. Weitere Erscheinungstermine (im Ausland) waren der 23. Januar 1961 in Schweden (dort unter dem Titel Lockfågeln), der 24. März 1961 in Finnland (dort unter dem Titel Nuorison houkutukset), der 23. Juni 1961 in Dänemark (dort unter dem Titel Anklaget ungdom), der 15. Februar 1963 in Mexiko (dort unter dem Titel Caminos equivocados) und der 15. Juni 1964 in den Vereinigten Staaten (New York) (dort unter dem Titel Judge and Juvenile).

## Kritiken
„Betulich, aber mit authentischen Bildern aus dem 50er-'Halbstarken'-Milieu.“

„Optimistische Unterhaltung ohne Tiefgang, aber mit einigen relativ gut gelungenen Partien.“

„Ein beherzigenswerter Aufruf, zu helfen statt zu verurteilen, wenn auch in der Darstellung des Problems die letzte Tiefe fehlt.“

## Auszeichnungen
- Februar 1960: Evangelische Filmgilde; Film des Monats